# Cóc tía bụng vàng
Cóc tía bụng vàng (danh pháp hai phần: Bombina variegata) là một loài cóc thuộc chi Cóc tía.

## Hình ảnh

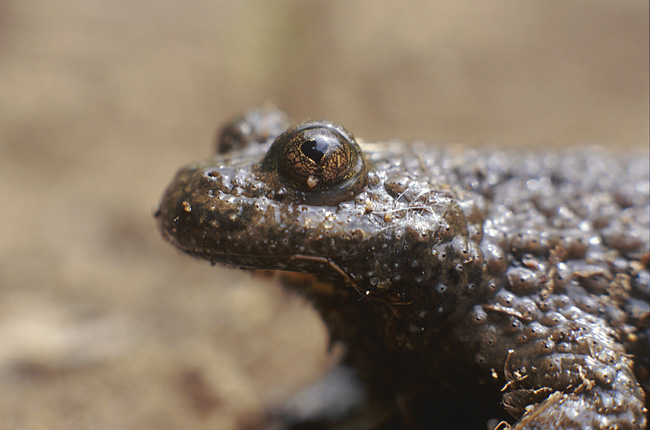
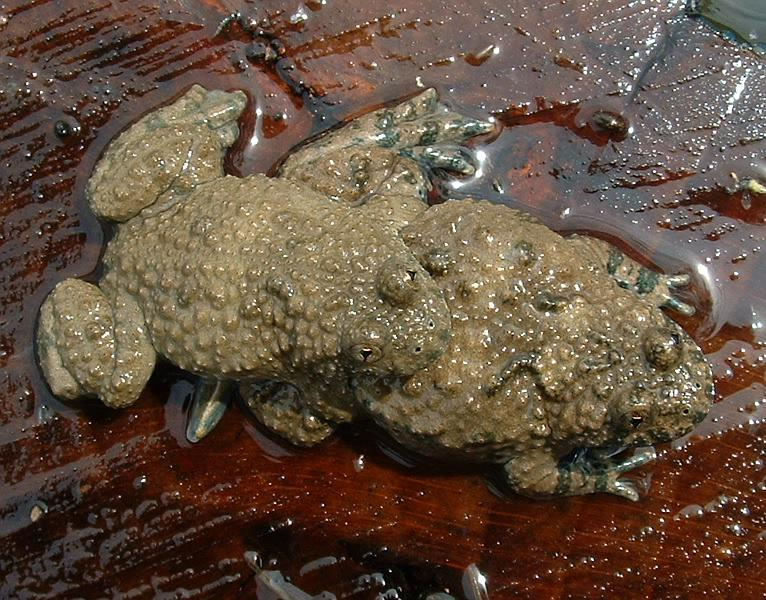
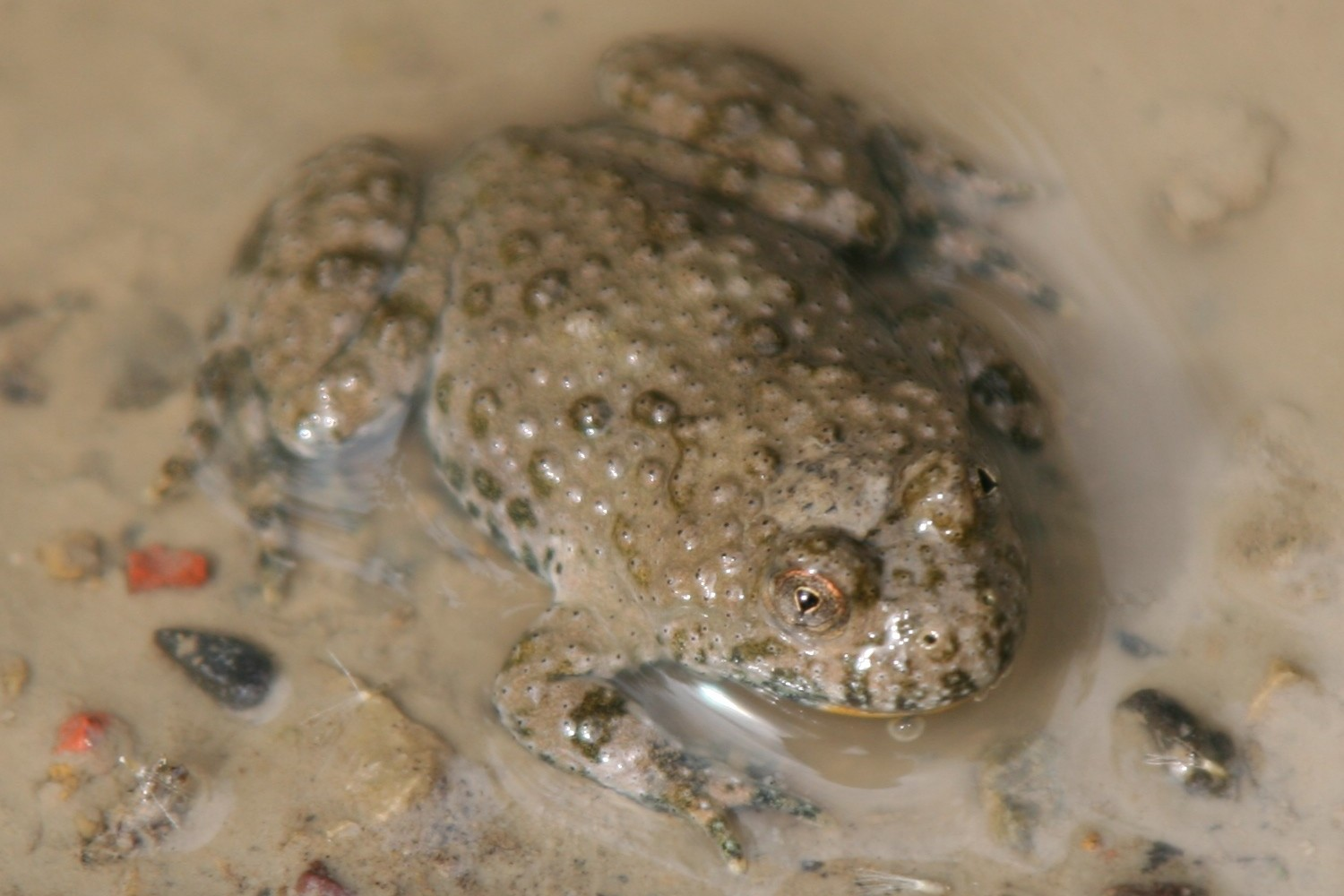